# چهوتا کاسبا
چهوتا کاسبا (به لاتین: Chhota Kasba) یک روستا در بنگلادش است که در استان باریسال و در ناحیه باریسال واقع شده است.